# Santa Catarina Minas
Santa Catarina Minas es una localidad del estado mexicano de Oaxaca y junto con el territorio circundante constituye uno de los 570 municipios que conforman el estado. Pertenece a la Región Valles Centrales y al Distrito de Ocotlán.